# Ethnomedizin
Ethnomedizin ist ein interdisziplinärer Bereich vor allem zwischen der Ethnologie (Völkerkunde) und der Medizin, der nach einem kulturwissenschaftlichen Verständnis und nach einer kulturwissenschaftlich informierten Praxis von Medizin strebt.

## Bezeichnung
Die Bedeutung der Ethnomedizin variiert je nach kultur- oder gesundheitswissenschaftlicher Sichtweise und ist in weiten Teilen sogar umstritten.
So beschäftigt sich Ethnomedizin in einem gegenstandsbezogenen Verständnis der Medizinanthropologin Beatrix Pfleiderer-Becker mit „kulturspezifischen Krankheitsbegriffen und Symptomenkomplexen sowie deren Therapie“.
Gemäß dem eher methoden- und theorienorientierten Verständnis des Medizinhistorikers Volker Roelcke bezeichnet man heute mit Ethnomedizin ein mit der Medizinethnologie weitgehend gleichzusetzendes wissenschaftliches Arbeitsfeld, in dem die Methoden und Theorien der Ethnologie auf die Praktiken, Normen und Theorien der Heilkunde einer sozialen Gruppe (Ethnie) oder von Gesellschaften angewendet werden.
Eine Verwendung des Wortes Ethnomedizin – in Anlehnung an das englische Wort ethnomedicine – zur Bezeichnung für Volksmedizin im Gegensatz zur wissenschaftlichen Medizin gilt inzwischen als problematisch und überholt. Sie wird heute vorwiegend von Gruppen und Individuen verwendet, die tatsächliche oder erfundene Heilweisen außer- oder alteuropäischer Bevölkerungen für Kranke oder entsprechende Erfahrungen Suchende in westlichen Industriegesellschaften anwenden wollen, also eher dem esoterischen oder alternativmedizinischen Bereich zuzuordnen sind.
In wissenschaftlichen, insbesondere universitären beziehungsweise akademischen, Kontexten wurde der Begriff Ethnomedizin nicht für Heilpraxis selbst, sondern für die Beschäftigung mit, insbesondere die Erforschung, zunächst nur außereuropäischer und „volksmedizinischer“ Krankheitskonzepte und Heilpraktiken verwendet. Später bestand Ethnomedizin in diesem Sinne eines Wissenschaftsgebiets auch in der Anwendung ethnologischer Theorien und Methoden auf die naturwissenschaftlich orientierte Medizin, besonders in ihrer Interaktion mit anderen Heilweisen.
Im Unterschied zur Medizinethnologie, mit der es große personelle, thematische und methodische Überschneidungen gibt, verstand sich die Ethnomedizin nicht so sehr als Fach, sondern als bleibend interdisziplinäres Gebiet, während die Medizinethnologie de facto und von ihrem Selbstverständnis her Subdisziplin der Ethnologie ist. Analog zu Religionsethnologie, Wirtschaftsethnologie, Politikethnologie, Rechtsethnologie oder Musikethnologie als anderen Subdisziplinen der Ethnologie hat die Medizinethnologie den Bereich der Medizin nur als Gegenstand oder Untersuchungsobjekt, ohne selbst Teil davon zu sein, während die meisten Vertreter der Ethnomedizin diese als Bemühen um Verbesserung der Gesundheit, also Verfolgung der medizinischen Grundaufgabe, verstanden und verstehen. Entsprechend diesem eher berufspolitischen Verständnis sind fast alle Medizinethnologie vertretenden Ethnologen und können auch nur als solche Funktionen in der entsprechenden Arbeitsgemeinschaft (AG) der Deutschen Gesellschaft für Völkerkunde übernehmen, wohingegen die frühere Arbeitsgemeinschaft Ethnomedizin, heute Arbeitsgemeinschaft Ethnologie und Medizin (AGEM), für alle Berufsgruppen in allen Positionen offen war und ist.
Die Aufspaltung des Gebiets, das im englischen Sprachraum die Medical Anthropology abdeckt, in Ethnomedizin und Medizinethnologie ist insofern vor allem eine Folge der an deutschen Universitäten starren Abgrenzungen zwischen Fakultäten beziehungsweise Fachbereichen, wodurch eine gleichberechtigte Mitwirkung innerhalb von Medizin und Ethnologie faktisch ausgeschlossen ist.
Die im deutschen Sprachraum historisch gewachsene, früher einzige und in der aktuellen Literatur noch immer verwendete Bezeichnung Ethnomedizin weist somit auf die Besonderheit hin, im Rahmen und Interesse der Medizin mit ethnologischen Theorien (z. B. Medizin als kulturellem System) und Methoden (z. B. Ethnographie) und/oder auf ethnologisch erschlossenen beziehungsweise relevanten Sachgebieten (Heilungsexperten und -rituale, Heilpflanzen, indigene Krankheitskonzepte) zu forschen und zu handeln, ähnlich wie Ethnopharmakologie, Ethnopsychiatrie, Ethnopsychoanalyse, die gelegentlich als Teilgebiete der Ethnomedizin gesehen werden.

## Geschichte und wissenschaftliche Institutionalisierung
Nachdem sich schon in frühen medizinischen Texten, so im Corpus Hippocraticum der griechischen Antike, eine Beschäftigung mit jeweils fremder Medizin findet, und auch in den Reiseberichten frühneuzeitlicher europäischer Schiffsärzte Heilweisen besuchter Bevölkerungen beschrieben sind, stellt im deutschen Sprachraum die Expansion europäischer Medizin und die Entstehung der Völkerkunde zur Zeit des imperialen Kolonialismus im späten 19. Jahrhunderts den Beginn einer systematischen akademischen Beschäftigung mit außereuropäischer, ebenso wie mit einheimischer „Volksmedizin“ dar. Entsprechend der damaligen Einheit von "Anthropologie, Urgeschichte und Ethnologie" wurden die Heilweisen fremder Völker als Relikte der menschlichen Frühgeschichte verstanden und zur vermeintlichen Füllung entsprechender Wissenslücken herangezogen.
In diesem Sinne sammelte und systematisierte auch der Arzt und Völkerkundler Georg Buschan während des nationalsozialistischen Interesses an rassischer Differenz Berichte über außereuropäische und alte Medizin.
Die akademische Etablierung der Begrifflichkeit Ethnomedizin wie ihres Gegenstandes ist nach der Wende weg von rassischen und evolutionistischen hin zu kulturellen Erklärungen für Unterschiede zwischen Völkern eng mit Erich Drobec Mitte der 1950er Jahre verbunden.
In Deutschland haben sich Wissenschaftler der verschiedenen Disziplinen auf Initiative des Ethnologen Joachim Sterly 1970 in Hamburg in der Arbeitsgemeinschaft Ethnomedizin (AGEM e. V.) zur Förderung des Fachgebietes, zur Herausgabe einer wissenschaftlichen Zeitschrift (früher Ethnomedizin, seit 1978 Curare, (ISSN 0344-8622)) und zur Öffentlichkeitsarbeit mittels Tagungen und Publikationen (u. a. Curare-Sonderbände) zusammengeschlossen.
Während an den Universitäten im englischen und geringfügiger im französischen Sprachraum die „Medical Anthropology“ oder „Anthropologie médicale“ schon seit Jahrzehnten in Medizin und Anthropology etabliert ist, wurde nach vielen Lehrveranstaltungen und vereinzelten Habilitationen für Ethnomedizin erst 1993 mit der Einrichtung einer Abteilung für Ethnomedizin im Institut für Geschichte der Medizin an der Universität Wien ein erster Vorstoß im deutschsprachigen Raum unternommen.
Im Jahr 1997 gründete sich die erwähnte Arbeitsgruppe Medical Anthropology in der damaligen Deutschen Gesellschaft für Völkerkunde, heute Deutsche Gesellschaft für Sozial- und Kulturanthropologie, die seitdem innerhalb der Ethnologie mit dem Auf- und Ausbau medizinethnologischer Forschung und Lehre im deutschsprachigen Raum und der Professionalisierung des Gebiets befasst ist. Die Mitglieder der Arbeitsgruppe untersuchen Gesundheits- und Medizin-bezogene Phänomene auf der Basis ethnologischer Theorien und Methoden und haben ihre Forschungen in einer Reihe von Tagungen und Sammelbänden vorgestellt.

## Ziele, Arbeitsweisen, Tätigkeits- und Anwendungsfelder

### Ziele
Ziele der Ethnomedizin bestehen sowohl darin, medizinische Kenntnisse und Praktiken in verschiedenen Kulturräumen zu erfassen, kulturübergreifende und -vergleichende Studien anzustellen und das entsprechende kulturelle Erbe in vielen Ländern der Welt zu bewahren (was im UN-System dem Auftrag der UNESCO entspricht, die im Rahmen der Bioethik allerdings inzwischen auch den Schutz von Nutzern traditioneller Medizin zu ihren Aufgaben zählt), als auch darin, in Krankenversorgung und Gesundheitsprogramme durch Berücksichtigung von traditionellen Heilpraktiken mögliche Störungen auszuräumen und Gesundheitsversorgung zu verbessern (was seit den späten 1970er-Jahren die WHO zu ihren Aufgaben zählt).
Die Ziele der Ethnomedizin laut Wulf Schiefenhövel sind:
- Erfassung medizinischer Kenntnisse und Praktiken verschiedener Kulturen
- Kulturvergleich der Prinzipien von Gesundheitserhaltung und Krankheitsbehandlung
- Lenkung von Aufmerksamkeit auf in die Gesundheitsfürsorge integrierbare traditionelle Medizin
- Wecken von Verständnis bei Ärzten und Pflegepersonal für nichtwestliche Medizinsysteme
- Erkenntnis der Unzulänglichkeiten und der wirklichen Errungenschaften des eigenen Medizinsystems
- Vermittlung von auf die Primärbedürfnisse der Leidenden ausgerichteten Sicht- und Vorgehensweisen.

### Interdisziplinarität
Als interdisziplinäres Arbeitsfeld, das die Medizin und angrenzende Naturwissenschaften sowie Sozial-, Gesellschafts- und Kulturwissenschaften wie die Ethnologie, Medizinsoziologie und Psychologie verbindet, beschäftigt sich die Ethnomedizin vor allem mit traditionellen medizinischen Systemen im Kulturvergleich (etwa im Vergleich mit „modernen“ Systemen) sowie mit Interaktionen, etwa innerhalb der medizinischen Entwicklungshilfe oder von Global Health.
Durch die Ethnomedizin wurden seit den 1970er Jahren ethnologische Begriffe und das Bewusstsein für kulturelle Dimensionen in verschiedene medizinische Fachgebiete eingebracht.

### Dekonstruktion von biologistischem Medizinverständnis
Ein wesentlicher Bestandteil ethnomedizinischer Perspektiven ist eine Differenzierung zwischen sinnweltlichen Krankheitskonzeptionen eines Subjekts (beispielsweise den Symptombeschreibungen eines Patienten) und ihrer biologischen Dimension. Diese Vorgehensweise begründet das besondere Interesse an medizinischen Fach- und Funktionspersonal in medizinischen Systemen, welche an der Übersetzung zwischen subjektivem Krankheitskonzept und kulturbereinigtem biologistischen Beschreibungsweg maßgeblich beteiligt ist.

### Tätigkeitsfelder
Entsprechend dem multidisziplinären Charakter der Ethnomedizin können vor allem folgende Ansätze unterschieden werden – teils eher angewandter, teils eher erkenntnisorientierter Art:
- Pathodemographie (Epidemiologie mit angepassten Methoden)
- Critical Medical Anthropology (Einfluss von sozioökonomischen und politischen Machtverhältnissen)
- Hermeneutisch-konstruktivistischer Ansatz (Betrachtung des soziokulturellen Umfeldes/der Einbettung von Krankheitserfahrungen)
- Humanökologie (Einfluss von natürlichen Umweltbedingungen)
- Clinical Medical Anthropology (Verbesserung der compliance [Mitarbeit] von Patienten bei der Behandlung)
- Physische Anthropologie (die in den USA zur Vier-Felder-Anthropologie gehört, in Deutschland jedoch nach 1945 kaum mehr Beziehungen zu Ethnologie aufweist)

### Anwendungsfelder
Ergebnisse der ethnomedizinischen Forschung finden beispielsweise im interkulturellen Patientenkontakt und bei der Durchführung von Projekten der medizinischen Entwicklungszusammenarbeit einige Anwendungsmöglichkeiten. Mit ethnomedizinischen Perspektiven werden zumeist auch kritische Betrachtungen und Dekonstruktionen bestehender Begriffssysteme verbunden. Die Ethnomedizin will dadurch auch als Hintergrund zur Reflexion des eigenen Medizinverständnisses dienen.